# Joanna Wiśniewska
Joanna Wiśniewska (née le 24 mai 1972 à Wrocław) est une athlète polonaise spécialiste du lancer du disque.

## Carrière
Elle obtient le meilleur résultat de sa carrière à l'âge de trente-huit ans en remportant la médaille de bronze des Championnats d'Europe 2010 de Barcelone grâce à un jet à 62,37 m. C'est aussi sa première médaille dans une compétition internationale depuis les Universiades de 1999 où elle établit son record personnel actuel, qui est de 63,97 m, établi le 12 juillet 1999, à Palma de Majorque.
En 2016, à 44 ans, elle lance encore 60,31 m.

## Palmarès
| Date | Compétition                   | Lieu          | Résultat | Marque  |
| ---- | ----------------------------- | ------------- | -------- | ------- |
| 1991 | Championnats d'Europe juniors | Thessalonique | 9e       | 48,50 m |
| 1999 | Universiade                   | Daegu         | 2e       | 63,97 m |
| 2002 | Championnats d'Europe         | Munich        | 9e       | 58,92 m |
| 2005 | Championnats du monde         | Helsinki      | 12e      | 57,06 m |
| 2006 | Championnats d'Europe         | Göteborg      | 12e      | 59,41 m |
| 2007 | Championnats du monde         | Osaka         | 6e       | 61,35 m |
| 2008 | Coupe d'Europe des nations    | Annecy        | 3e       | 59,01 m |
| 2008 | Jeux olympiques               | Pékin         | 9e       | 60,74 m |
| 2010 | Championnats d'Europe         | Barcelone     | 3e       | 62,37 m |
| 2012 | Championnats d'Europe         | Helsinki      | 10e      | 57,72 m |

## Records
| Épreuve          | Performance | Lieu              | Date            |
| ---------------- | ----------- | ----------------- | --------------- |
| Lancer du disque | 63,97 m     | Palma de Majorque | 12 juillet 1999 |